# Línia 6 (EMT València)
La línia 6, també anomenada Torrefiel - Hospital La Fe, és una línia d'autobusos de l'Empresa Municipal de Transports de València (EMT) que enllaça el barri de Torrefiel, al districte de Rascanya amb el nou hospital de La Fe, al barri de Malilla, a Quatre Carreres.

## Història
La línia té el seu precedent en la línia de tramvies operada per la Companyia de Tramvies i Ferrocarrils de València (CTFV) i des de 1964 per la SALTUV, ja de titularitat municipal. El setembre de 1965 s'anul·la el doble sentit tramviari per l'avinguda de José Antonio (actualment avinguda del Regne de València) i es desvia la línia pels carrers Lluís de Santangel i Pere III El Gran. Els tramvies es canvien per autobusos l'11 de desembre de 1966, aprofitant-se alhora l'ocasió per tal d'ampliar la línia als seus dos extrems, fins a Torrefiel i Sapadors. El 14 de novembre de 1975, després de l'establiment del sentit únic del carrer Sagunt i l'avinguda Ramiro Ledesma (actual avinguda de la constitució), la línia canvia el seu accés a Torrefiel. El juny de 1976, s'instaura la figura de l'agent únic en aquesta línia. El juny de 1978, unifica la seua capçalera amb la línia 60 al centre de Torrefiel, pel carrer Josep Esteve. El 21 de març de 1981, la línia s'amplia fins a la fi del barri de Torrefiel, al carrer Cecili Pla, on es troba l'actual (2020) fi de línia.
A l'octubre de 1987, s'amplia el recorregut de la línia fins el Castellar-l'Oliveral (Poblats del Sud) de manera provisional fins a la creació de la línia 14 el febrer de 1990. Aquesta ampliació ja havia estat sol·licitada el maig de 1972, però no havia estat considerada fins aleshores. Fins al 1993, la línia entrava a l'avinguda de la Plata pel carrer General Urrutia i eixia per Sapadors, però el 1994, ja feia la vota també per General Urrutia. El 15 de setembre de 2000 s'amplia el recorregut de la línia fins a Malilla (Quatre Carreres) i els dijous modifica el seu itinerari passant pel mercat de Torrefiel. El 5 de juliol de 2008, amplia el recorregut per Malilla, per la zona de la Illeta. El març de 2014 modifica el seu trajecte cap al centre tornant per Sapadors enlloc de General Urrutia i el 22 de setembre del mateix any amplia el seu recorregut fins al Bulevar Sud, front el Nou Hospital La Fe, cambiant des de llavors la denominació de la línia. El 26 de juliol de 2016, degut al pla de remodelació de les línies cap a Malilla, la línia 6 deixa de prestar servei a les places de l'Ajuntament i de la Reina, girant directament des del carrer de la Pau cap a Marqués de Dosaigües, Poeta Querol, Pascual i Genís seguint amb el seu recorregut habitual per Félix Pizcueta.

## Recorregut
| Codi | Parada                                    | Correspondència amb:                        | Quilòmetre |
| ---- | ----------------------------------------- | ------------------------------------------- | ---------- |
| 2085 | Cicili Pla - Germans Machado              | L60                                         | n/a        |
| 1128 | Sant Doménec Savio - Alemany              | L60                                         | n/a        |
| 1129 | Sant Doménec Savio - Josep Esteve         | L60                                         | n/a        |
| 272  | Sant Doménec Savio - Mestre Marçal        | L60                                         | n/a        |
| 273  | Sant Doménec Savio - Constitució          | L60                                         | n/a        |
| 325  | Constitució - Dr. Peset Aleixandre        | L16, L26 i N10                              | n/a        |
| 326  | Constitució - Xest                        | L16, L26 i N10                              | n/a        |
| 327  | Constitució - Sarrión                     | L16, L26 i N10                              | n/a        |
| 328  | Constitució - Màlaga                      | L16, L26 i N10                              | n/a        |
| 329  | Constitució - Pla de la Saïdia            | L16, L26 i N10                              | n/a        |
| 352  | Guadalaviar - Pont dels Serrans           | L16, L26, L80, L94 i N10                    | n/a        |
| 2032 | Comte de Trénor - Pont de Fusta           | L11, L16, L26, L80, L94 i N10               | n/a        |
| 773  | Poeta Llorente - Temple                   | C1, L11, L16, L26, L28, L80, L94, L95 i N10 | n/a        |
| 2223 | Tetuan                                    | L28, L31, L32, L81, L94, L95, N2 i N10      | n/a        |
| 2227 | Carrer de la Pau                          | C1, L4 i L31                                | n/a        |
| 2316 | Marqués de Dosaigües - Pau                | L4 i L31                                    | n/a        |
| 2014 | Poeta Querol - Barques                    | L4 i L31                                    | n/a        |
| 2317 | Pascual i Genís - Roger de Lloria         | L14, L35, N1 i N9                           | n/a        |
| 823  | Fèlix Pizcueta - Ciril Amorós             | L14, L35, N1 i N9                           | n/a        |
| 728  | Pintor Salvador Abril - Mestre J. Serrano | L14, L5, L35 i N9                           | n/a        |
| 880  | Pintor Salvador Abril - Maties Perelló    | L14, L15, L35 i N9                          | n/a        |
| 599  | Peris i Valero - Bisbe Jaume Pérez        | L14, L15, L35, L89 i N9                     | n/a        |
| 2291 | Amado Granell Mesado - Lluís Oliag        | L35 i N9                                    | n/a        |
| 2292 | Amado Granell Mesado - La Plata           | L35 i N9                                    | n/a        |
| 339  | La Plata - Sapadors                       | L18                                         | n/a        |
| 1352 | La Plata - Alberola                       | L18                                         | n/a        |
| 1353 | La Plata - Ausiàs March                   | L18                                         | n/a        |
| 1821 | Ausiàs March - Bernat Descoll             |                                             | n/a        |
| 1822 | Ausiàs March - Na Rovella                 |                                             | n/a        |
| 2157 | Ausiàs March - Pianista Martínez Carrasco |                                             | n/a        |
| 1947 | Bulevard Sud - Juan Ramón Jiménez         | L8, L64 i L99                               | n/a        |
| 2158 | Bulevard Sud - Ing. Joaquín Benlloch      |                                             | n/a        |

## Horaris
| 6         | Torrefiel     | Torrefiel     | -             | -             |
| 6         | Primer servei | Darrer servei | Primer servei | Darrer servei |
| Feiners   | 05:30         | 22:20         | -             | -             |
| Dissabtes | 05:40         | 21:30         | -             | -             |
| Festius   | 06:35         | 20:50         | -             | -             |